# Буйново (Польща)
Буйново (пол. Bujnowo) — село в Польщі, у гміні Вишки Більського повіту Підляського воєводства. Населення — 120 осіб (2011).

## Історія
Ще в першій половині XVIII століття в Буйнові мешкали українці, які належали до бранської уніатської парафії.
У 1975—1998 роках село належало до Білостоцького воєводства.

## Демографія
Демографічна структура станом на 31 березня 2011 року:
|          | Загалом | Допрацездатний вік | Працездатний вік | Постпрацездатний вік |
| -------- | ------- | ------------------ | ---------------- | -------------------- |
| Чоловіки | 59      | 9                  | 30               | 20                   |
| Жінки    | 61      | 10                 | 19               | 32                   |
| Разом    | 120     | 19                 | 49               | 52                   |